# Wang Feng (plongeon)
Pour les articles homonymes, voir Wang Feng.
Dans ce nom chinois, le nom de famille, Wang, précède le nom personnel.
Wang Feng (王峰, Wáng Fēng, né le 17 avril 1979 à Xintai dans la province du Shandong, est un plongeur chinois en activité. Champion olympique du plongeon synchronisé sur tremplin à 3 m, il compte également quatre titres de champion du monde et de multiples récompenses au niveau international.

## Biographie
Comme beaucoup de plongeurs, Wang Feng est formé à la gymnastique artistique dès ses six ans, avant de commencer le plongeon en 1987 ; il a alors huit ans. Il intègre sur le tard l'équipe nationale en 2000 et participe dès l'année suivante aux Championnats du monde 2001 qu'organisent la ville japonaise de Fukuoka. Il y remporte la médaille du plongeon individuel du tremplin à 1 m, sa première récompense internationale majeure. Avec son dauphin lors de cette compétition, Wang Tianling, il entame l'année suivante une collaboration dans les épreuves synchronisées. Dès les Mondiaux 2003 de Barcelone, le duo remporte la médaille de bronze du plongeon synchronisé du tremplin de 3 m. En 2004, Wang Feng dispute pour la première fois les Jeux olympiques à Athènes en Grèce. Aligné sur l'épreuve du tremplin individuel à 3 m, il termine au pied du podium, à deux points et demi de la médaille de bronze du Russe Dmitri Sautin. 
Lors des Championnats du monde 2005 à Montréal, il retrouve les podiums en remportant l'épreuve synchronisée à 3 m associé à He Chong. À titre individuel, il décroche la médaille de bronze du tremplin à 1 m. À partir de l'année suivante, il se concentre uniquement sur les épreuves synchronisées avec un nouvel équipier, de sept ans son cadet, Qin Kai. Rapidement, le duo obtient des résultats probants sur l'épreuve du plongeon synchronisé à 3 m : six victoires dans les séries mondiales, deux succès en Grand Prix et surtout le titre de champion du monde en 2007 à Melbourne.
En 2008, les plongeurs chinois sont très attendus par leur pays lors des Jeux olympiques d'été de 2008, organisés pour la première fois en Chine. Favoris, Qin et Wang remportent la médaille d'or du plongeon synchronisé à 3 m, devançant de 40 points le duo russe emmené par Dmitri Sautin. L'année suivante à Rome, la paire conserve son titre mondial du plongeon synchronisé à 3 m, le troisième titre consécutif de Wang dans cette épreuve.

## Palmarès

### Jeux olympiques
- Jeux olympiques de 2008 à Pékin (Chine) :
  -  Médaille d'or du plongeon synchronisé à 3 m.

### Championnats du monde
- Championnats du monde 2001 à Fukuoka (Japon) :
  -  Médaille d'or du plongeon à 1 m.

- Championnats du monde 2003 à Barcelone (Australie) :
  -  Médaille de bronze du plongeon synchronisé à 3 m.

- Championnats du monde 2005 à Montréal (Canada) :
  -  Médaille d'or du plongeon synchronisé à 3 m.
  -  Médaille de bronze du plongeon à 3 m.

- Championnats du monde 2007 à Melbourne (Australie) :
  -  Médaille d'or du plongeon synchronisé à 3 m.

- Championnats du monde 2009 à Rome (Italie) :
  -  Médaille d'or du plongeon synchronisé à 3 m.